# Зубківка
Зу́бківка — село в Україні, у Могилівській сільській громаді Дніпровського району Дніпропетровської області. Площа — 0,272 км², домогосподарств — 17, населення — 41 особа.

## Географія
Село Зубківка знаходиться на відстані 1 км від сіл Рудка, Салівка і Новоселівка. Навколо села багато заболочених озер — залишки стародавнього річища.

## Населення

### Мова
Розподіл населення за рідною мовою за даними перепису 2001 року:
| Мова       | Відсоток |
| ---------- | -------- |
| українська | 92,9 %   |
| російська  | 7,1 %    |